# Alpha Kids
Alpha Kids ist eine Bücherreihe von Chris Archer (aus dem Amerikanischen von Angelika Eisold-Viebig – Arena-Verlag) und beinhaltet 10 Bände:
1. Ein Alien im Spiegel[1]
2. Monster haben keine Seele[2]
3. Der Schrei der Termiten[3]
4. Entführung im UFO[4]
5. Die Rückkehr des Alien[5]
6. Sprung ins Gestern[6]
7. Die Omegakrieger[7]
8. Angriff auf die Omega-Basis[8]
9. Der Alpha-8-Code[9]
10. Letzter Zeitsprung[10]

Es wurden auch Sammelbände veröffentlicht.
Der Englische Titel der Serie ist "Mindwarp".

## Band 1: Ein Alien im Spiegel
Im Ersten Band geht es um Ethan Allan Rogers, einen Schüler der Metier Junior High-School und Sohn des Polizeichefs von Metier, Wisconsin. Ethan ist sehr mager und unsportlich, liebt seine Comics aber über alles. Das einzige Comic das ihm noch fehlt ist das „The X-Men“ Nummer eins. Nur seinem Vater zuliebe hat er die Stelle als Assistent des Trainers der Ringermannschaft übernommen.
Ethan entdeckt an seinem 13. Geburtstag, dass sein Blut nicht mehr rot, sondern silbern ist! Außerdem findet er heraus, dass er plötzlich eine 360°-Sicht und manchmal auch Infrarotsicht hat (seine Augen reagieren nicht mehr nur auf Licht, sondern auch auf Wärme), mit sämtlichen Waffen perfekt umgehen kann und alle Kampfstile beherrscht. Sein Biss ist giftiger als der irgendeiner bekannten Schlangenart (Neutroxinen-Proteinase, Adenosintriophosphatase, Phosphordiesterasen, …). Seine Reflexe sind um ein Vielfaches schneller. Er ist die perfekte Kampfmaschine.
An seinem Geburtstag melden Ethans Eltern ihn als Geschenk zum Karate an – in Danny Koto’s Karateschule. Ethan fühlt sich total überfordert und verlangt nach dem Training das Geld zurück, um sich von dem Geld dann „The X-men“ Nummer 1 zu kaufen. Mr. Koto jedoch verlangt von ihm, gegen seinen Sohn Kenji zu kämpfen. In einem Nebenzimmer mit einer Wand voller Waffen kämpfen die beiden dann. Ethan hat schreckliche Angst und will weglaufen, doch zwingt sich nicht wegzulaufen. Danny Koto schlägt einen Gong und redet auf ihn ein, er solle die Kreatur in sich erwachen lassen. Da spürt Ethan tatsächlich wie etwas in ihm erwacht. Seine Angst ist weg, er hat Rundum-Blick und kann alle Schläge abwehren. Nach einer Weile setzen sie dann auch die Waffen von der Wand im Kampf ein und der Kampf wird immer schneller und härter! Ethan ist Kenji ebenbürtig. Nach wenigen Minuten schlägt Mr. Koto wieder den Gong und die Kreatur in Ethan verschwindet, die gewohnte Angst kehrt wieder zurück. Daraufhin gibt Mr. Koto ihm das Geld und verabschiedet ihn mit den Worten „Du bist etwas ganz besonderes. Hanleys Sohn. Ich kannte deinen Vater.“
Als er am Tag darauf einen Überfall auf den Comicladen "Planet-X" verhindert, und dabei den bewaffneten Täter bewusstlos schlägt, ist er zunächst der Held. Daraufhin schenkt ihm Mr. Winfrey, Inhaber von „Planet-X“ ein sehr altes, wertvolles Comic, nämlich „The X-Men“ Nummer eins! Obwohl Ethan während des Kampfes eigentlich von dem Messer getroffen wurde, ist keine Verletzung zu erkennen, nur eine Beule. Während seines eintägigen Krankenhausaufenthalts erfährt er in den Fernsehnachrichten, dass Akira >Danny< Koto in der letzten Nacht im Alter von 100 Jahren gestorben ist.
Doch nur kurze Zeit später bricht Drew Molinary, Ethans Erzfeind und Star der Ringmannschaft von Meteor seinen Spind auf, stiehlt das wertvolle Comic und zerreißt es. Aus den Fetzen legt Drew eine Spur, die in die Turnhalle der Schule führt. Ethan kann sich selbst nicht mehr kontrollieren und ein Wesen in ihm, würgt Drew in der Turnhalle, bis dieser Ohnmächtig wird. Gleichzeitig taucht ein Wesen mit schwarzen Scheiben statt Augen auf, .und versucht Ethan zu töten. Das Wesen ist ein ebenso guter Kämpfer wie Ethan und kann seine Gestalt wechseln. Schließlich kommt es in der Schulturnhalle zum entscheidenden Kampf. Das Wesen, das die Gestalt des Örtlichen Nachrichtensprechers von Kanal 2 (Martin Treadweather) annimmt, verfolgt ihn und kämpft mit ihm. Während des Kampfes nennt ihn das Wesen „Hanleys Sohn“ und sagt, Ethan wäre nie für diesen Planeten bestimmt gewesen und er wäre der Sohn des größten Kämpfers der Galaxis. Ethan besiegt ihn, indem er ihm in die Hand beißt. Dabei verschwinden die schwarzen Scheiben langsam, der gesamte Kopf verformt sich. Der Fremde sieht nun wieder ganz normal aus, nur sehr tot!
Die Polizei führt den Tod des Fremden auf einen Schlangenbiss zurück und da Drew seine Erinnerung an alles was an diesem Tag passierte verloren hatte, behauptete Ethan, der Fremde hätte Drew so verprügelt.